# Estación de Inspección de los Estados Unidos-Tecate
Estación de Inspección de los Estados Unidos-Tecate  es un edificio histórico ubicado en Tecate, California.  Estación de Inspección de los Estados Unidos-Tecate se encuentra inscrito  en el Registro Nacional de Lugares Históricos desde el 14 de febrero de 1992. 

## Ubicación
Estación de Inspección de los Estados Unidos-Tecate se encuentra dentro del condado de San Diego en las coordenadas 32°34′36″N 116°37′36″O / 32.576667, -116.626667.